# Tkon
Tkon är en ort i Kroatien.   Den ligger i länet Zadars län, i den södra delen av landet, 220 km söder om huvudstaden Zagreb. Tkon ligger 31 meter över havet och antalet invånare är 707. Den ligger på ön Otočić Golac.
Terrängen runt Tkon är huvudsakligen platt, men åt nordväst är den kuperad. Havet är nära Tkon söderut.  Närmaste större samhälle är Biograd na Moru, 3,7 km nordost om Tkon. 